# Alcanter de Brahm
Pour les articles homonymes, voir Brahm.
Marcel Bernhardt, dit Alcanter de Brahm (3 mai 1868 à Mulhouse - 4 novembre 1942 dans le 15e arrondissement de Paris), est un poète, chansonnier et critique d'art français. Promoteur du point d'ironie, il fut attaché à la conservation du musée Carnavalet.

## Biographie
Né Marcel Jean-Baptiste Bernhardt le 3 mai 1868 à Mulhouse, fils de Jean-Baptiste Bernhardt, brigadier au 1er bataillon de Garde Paris, et de Jacqueline Kayser-Reinach, il fait ses études à Paris, d'abord au lycée Chaptal puis au lycée Condorcet, et se lie à son compatriote alsacien, Émile Straus. Avec ce dernier, il écrit des chansons et fréquente autre autres Le Chat noir. En 1887, Bernhardt, qui fait son droit, commence à collaborer à la Revue de Paris et de Saint-Pétersbourg, puis à la Vie franco-russe, mais un emploi au ministère des Finances, puis trois années de service militaire, interrompent ses travaux littéraires, cependant qu'il collabore avec Straus, au Moniteur de l'Armée (1891). Bernhardt entre ensuite à la rédaction du périodique parisien le Nouvel Écho, journal littéraire et dramatique illustré dont Émile Straus prend la direction en janvier 1892. Signant principalement « Alcanter de Brahm », d'un pseudonyme anagrammique qu'il utilisera toute sa vie durant, il s'occupe entre autres du secrétariat de rédaction et de la gérance, jusqu'en mars 1894. C'est dans ce journal que les deux amis publient leurs Chanson poilantes. En 1893, il fait paraître un premier roman, L'Arriviste, forgeant ce mot, et deux ans avant Marc Stéphane et Félicien Champsaur, avec lequel il aura, comme beaucoup d'autres, un conflit par journaux interposés. En 1894, il cofonde le Syndicat de la presse française périodique et entre, en mars de cette année-là, à la rédaction de La Critique, revue artistique fondée par Georges Bans. 

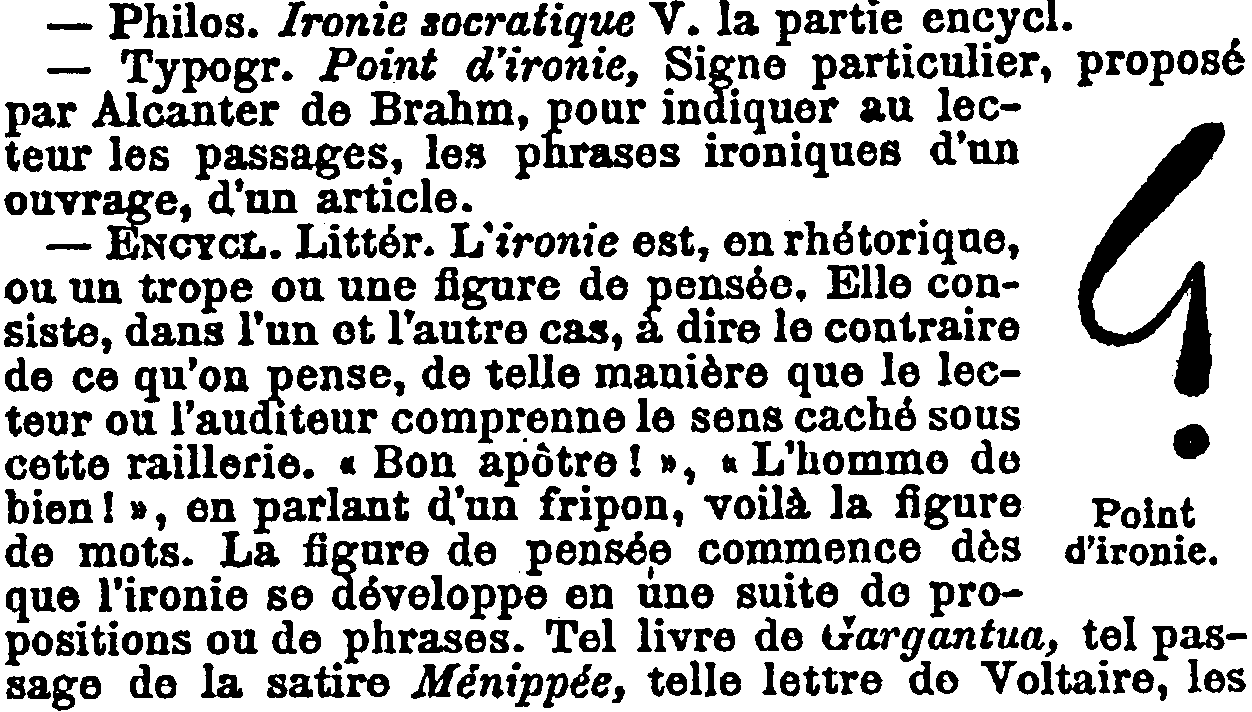
Article sur le point d'ironie paru dans le Nouveau Larousse illustré.

Peu après 1900, le Nouveau Larousse illustré reproduit en ses pages le point d'ironie, invention typographique dont le poète s'était fait le promoteur dans son essai L'Ostensoir des ironies (1899). En 1902, il cofonde la Société des poètes français, et est nommé, l'année suivante secrétaire à la conservation du musée Carnavalet. En 1901, il fait partie des jeunes poètes réunis autour d'Émile Blémont lançant sa nouvelle revue, Le Penseur.
Il épouse en 1902 l'autrice Jeanne Louise Marie Ichard dite Jean Rosmer. 
Avec Émile Straus, René Ghil, Marcel Batilliat et Édouard Louis Sarradin, Alcanter de Brahm est nommé, au début de l'année 1902, membre de la commission provisoire de la Société du nouveau Paris ayant pour objet de « créer un profil moderne au Paris futur ». Il devient en 1905 membre de la société « Les Amis de l’Éléphant » fondée par Gaston Tournier. Outre à La Critique, il collabore également au Rappel, à L'Évènement, au Temps, à La Revue théâtrale... Il est également un proche de Guillaume Apollinaire, participant à sa revue, Le Festin d'Ésope (1904). Sociétaire de la fondation voulue par Émile Blémont (mort en 1927), il préside la « Maison de Poésie » qui décerne à partir des années 1930 des prix aux poètes.
Ayant produit de nombreux ouvrages poétiques et d'études sur l'art, ainsi que sur l'Alsace et sur l'histoire de Paris, Alcanter de Brahm meurt à Paris en son domicile du 227, rue de Vaugirard le 4 novembre 1942.

## Publications
- Coécrit avec Saint-Jean [pseud.], Chansons poilantes. Premier fascicule, Chansons littéraires. Chansons diverses, avec préface de Willy, illustrations d'Aquiles Léon Lacault, Au Nouvel Écho, 1892 — sur Gallica.
- L'Arriviste, dessin de J. Belon, Jules Souque, 1893.
- L'Évolution dramatique & musicale en 1893, Jules Souque, 1893.
- Éros chante, poèmes, Léon Vanier, 1895.
- Critiques d'Ibsen, Bibliothèque d'art de La Critique, 1898.
- L'Ostensoir des ironies : essai de métacritique, trois volumes, Bibliothèque d'art de La Critique, 1899.
- Les voix anciennes, poèmes et poésies, Bibliothèque de la Société des poètes français, 1904.
- Deux Logis de qualité : Lauzun, Carnavalet, Bibliothèque de La Critique, 1906.
- Visite au Musée des arts décoratifs, Gaston Tournier, 1907.
- [préface] Marie-Anne Cochet, Idéale semence, Gastein-Serge, 1908.
- La Peinture au musée Carnavalet, préface d'Octave Uzanne, chez Edward Sansot, 1909.
- À travers champs, poèmes, Bibliothèque générale d'édition - Eugène Figuière, 1910.
- [préface] Armand Bourgeois, Bouquet de souvenirs et d'impressions, Châlons, impr. de Martin frères, 1910.
- Les carnavalettes. Poèmes, 1905-1911, E. Sansot, 1912.
- Sainte Odile, légende de la vieille Alsace. Trois actes en vers, Bibliothèque des poètes, 1916.
- Curiosités de Carnavalet d'après des documents inédits..., Librairie française, 1920.
- [introduction] Henri Chassin, Machin de Belleville, préface de José Almira, Éditions Radot, 1927.
- Paysages peints en vers, poésie illustrée par Albert Facon, Publicône, 1927.
- [préface] Raphaëlle Martinon, Entre deux mondes, poésie, Albert Messein éditeur, 1930.
- Cent ans de poésie : 1830-1930, anthologie, Les Écrivains indépendants / F. Piton, 1933.
- [postface] Pierre Trimouillat, Œuvres de Pierre Trimouillat. Ballades, chansons, fantaisies, monologues, parodies, poèmes divers, préface par Jacques Ferny, Stock, 1933.
- L'École toulousaine de peinture du XVIe au XIXe siècle, Les Écrivains indépendants / F. Piton, 2 vol., 1935-1939.
- Glyptique Apollinaire suivi de Sites et légendes, portrait de l'auteur par Pino Della Silva, Éditions Publicône, 1937.
- Michelet inconnu, René Debresse, 1937.
- [préface] Jules Michelet, Sylvine : mémoires d'une femme de chambre, roman inédit, R. Debresse, 1940.
- [préface] Gaston Bourgeois, Vers l'idéal, R. Debresse, 1940.
- [préface]  Marie-Claire Maguelonne, Rhapsodie sentimentale, poésies, bois de Jean Lébédeff, Fontenay-aux-Roses, À l'Ymaigier, 1942.